# Гарвин (Ајова)
Гарвин (енгл. Garwin) град је у америчкој савезној држави Ајова. По попису становништва из 2010. у њему је живело 527 становника.

## Демографија
Према попису становништва из 2010. у граду је живело 527 становника, што је -38 (-6.7%) становника више него 2000. године.
| Група             | 2000.       | 2010.       |
| Белци             | 555 (98,2%) | 497 (94,3%) |
| Афроамериканци    | 0 (0,0%)    | 0 (0,0%)    |
| Азијати           | 0 (0,0%)    | 0 (0,0%)    |
| Хиспаноамериканци | 10 (1,8%)   | 19 (3,6%)   |
| Укупно            | 565         | 527         |